# Towarzystwo Zakładów Metalowych B. Hantke

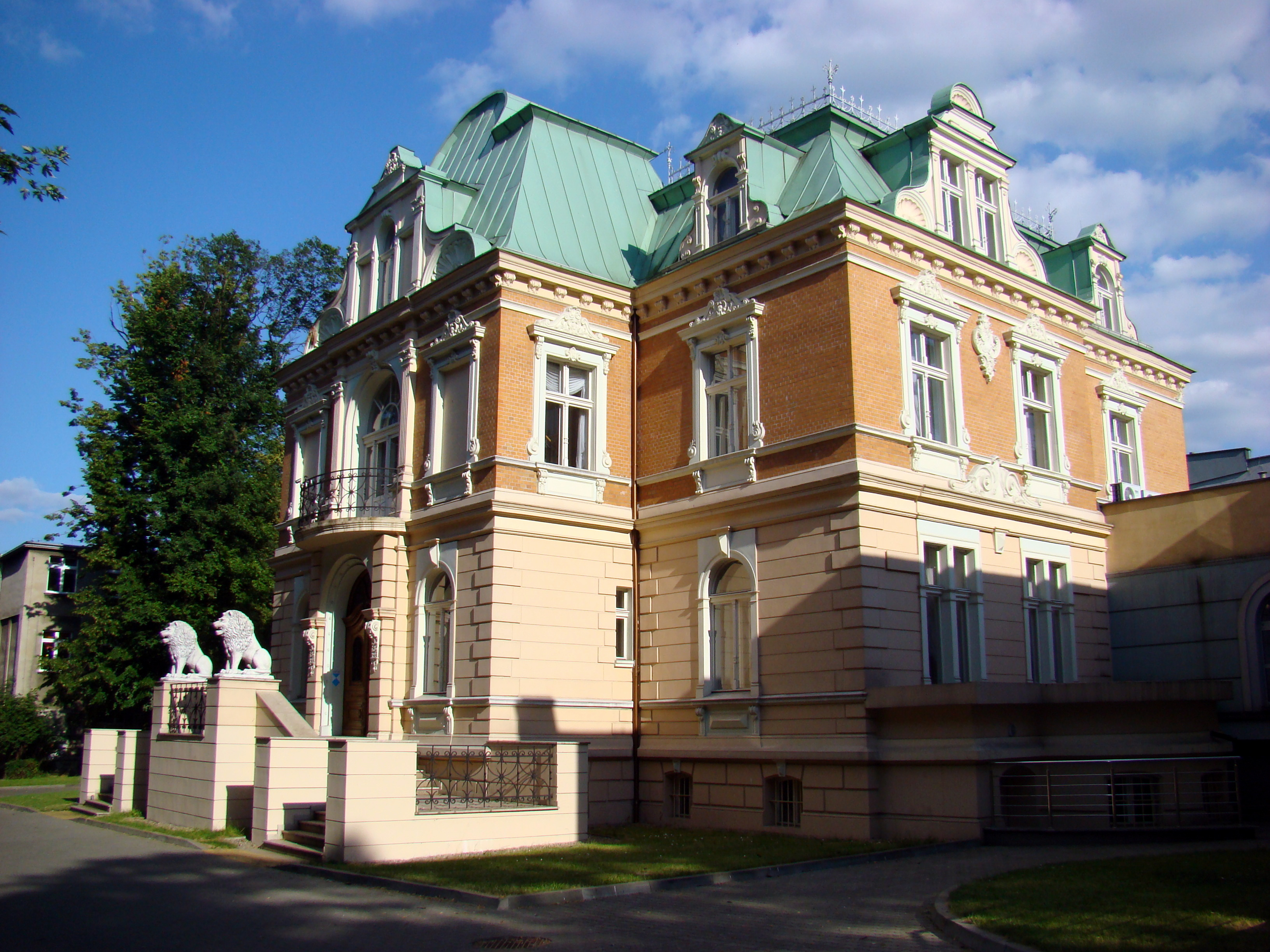
Die ehemalige, um die Jahrhundertwende erbaute Villa im Stile französischen Neobarocks von Bernard Hantke in Częstochowa (Stadtteil Raków). Heute wird die Villa als Jugendkulturhaus genutzt

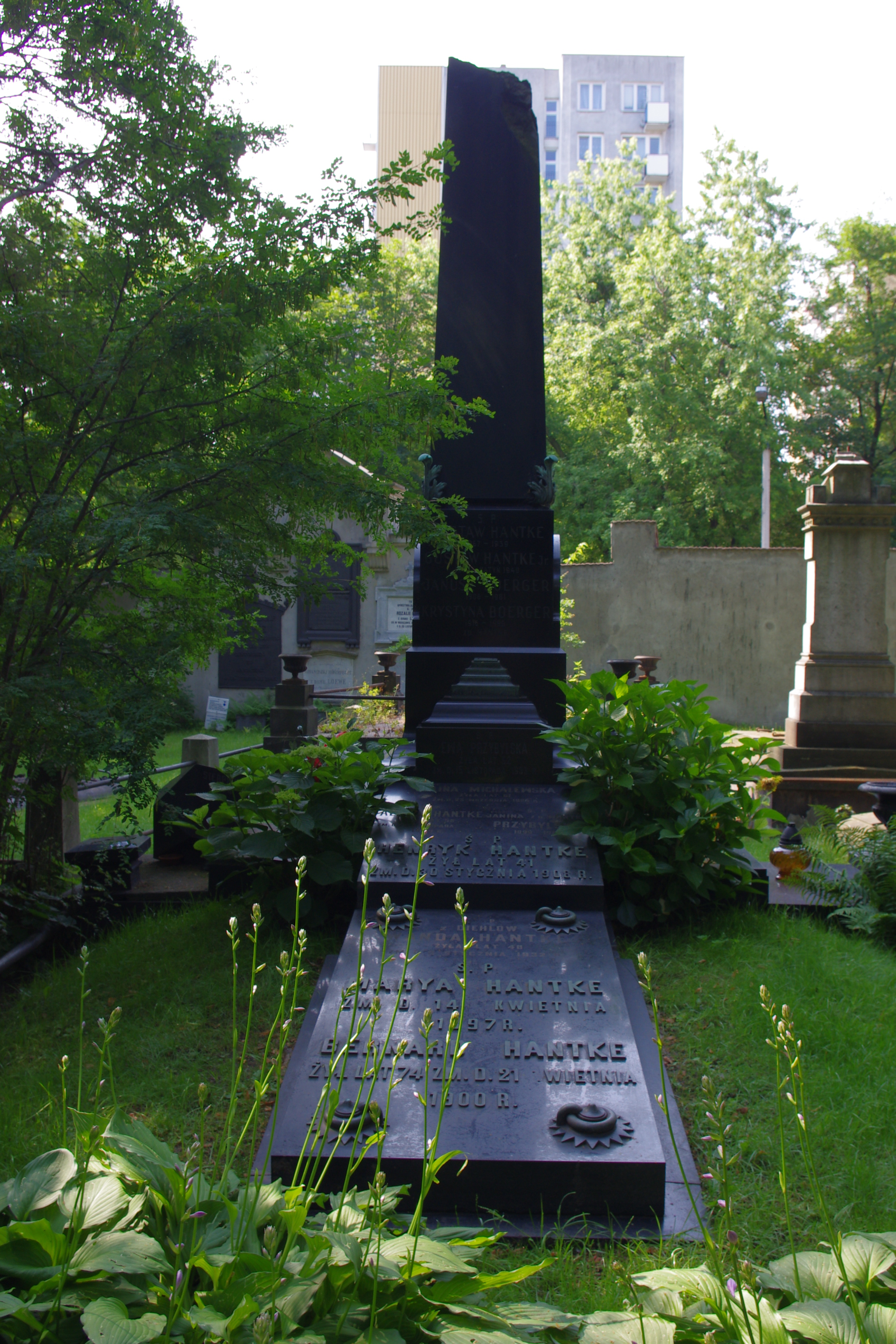
Grabstätte der Unternehmer Bernard und Gustaw Aleksander Hantke auf dem evangelisch-reformierten Friedhof in Warschau

Die Towarzystwo Zakładów Metalowych „B. Hantke“ S.A. (deutsch: Metallbetriebe B. Hantke, auch Metallfabriken B. Hantke) war ein in den 1870er Jahren in Warschau gegründetes Unternehmen zur Gewinnung und Verarbeitung von Metall. In der Zwischenkriegszeit ging es in einer Fusion auf. Die Fabrikgebäude in Warschau existieren heute nicht mehr.

## Geschichte
Im Jahr 1860 hatte sich der deutschstämmige Bernard Ludwik Hantke (1826–1900) an der August Repphan und den Gebrüdern Scholtze gehörenden Fabrik für landwirtschaftliche Maschinen Scholtze, Repphan i S-ka beteiligt. Nachdem Hantke 1866 den Gesellschafter Repphan ausgezahlt hatte, firmierte das Unternehmen unter Fabryka Machin, Kotłów Parowych i Wszelkich Odlewów p.f. „Bracia Scholtze i B. Hantke“. 1870 gründete Hantke dann einen eigenen Betrieb zur Herstellung von Schrauben, Nägeln, Drähten, Ketten und anderen Metallwaren in der ul. Srebrna 7-13. Dieses Unternehmen entwickelte sich rasch; schon kurze Zeit später waren hier 150 Arbeiter beschäftigt. Neben Produktionsstätten entstanden auch Sozialgebäude, wie Küche, Kantine und Bad oder auch eine Weiterbildungseinrichtung sowie eine Bücherei. Als einer der ersten Unternehmer in Polen führte Hantke in seinen Betrieben elektrischen Strom ein. 1882 erfolgte die Umwandlung des Unternehmens in eine Aktiengesellschaft.

### Tochtergesellschaft in Tschenstochau
Nachdem Hantke neben der Warschauer Fabrik bereits weitere Betriebe zur Herstellung von Metallwaren in Jekaterinoslaw und Saratow sowie 7 Eisenerzgruben (u. a. bei Kamienica Polska, Klepaczka und Konopiska), Kalksteinbrüche und ausgedehnten Land- und Forstbesitz im Kreis Częstochowa besaß, begann er 1896 mit dem Bau einer großen Eisenhütte im damaligen Dorf Raków bei Częstochowa. In den Vorstand der Huta „Częstochowa“ wurden seine drei Söhne Henryk, Gustaw und Alfred (1871–1929) sowie der Ingenieur Emil Kukawski berufen. Hier wurden bald 2.500 Mitarbeiter beschäftigt. Das moderne Werk verfügte über 2 Hochöfen, 6 Martin-Öfen, 4 Walzenstraßen sowie starke Elektromotoren. Es wurde Gusseisen, Eisendraht, Stahlträger, Stabeisen, Bleche und Eisenbahnzubehör sowie Federstahl produziert. In Raków errichtete der Unternehmer eine großzügige Residenz mit öffentlich zugänglichem Park.

### Die Oberschlesische Eisenindustrie AG als Gesellschafter
Die laufenden, hohen Investitionen in das Stahlwerk hatten die finanziellen Möglichkeiten der Familie Hantke überfordert. Bereits im Jahr 1898 hatte der von Carl August Wilhelm Hegenscheidt gegründete Konzern Oberschlesische Eisenindustrie AG (genau: Oberschlesische Eisenindustrie AG für Bergbau und Hüttenbetrieb in Gleiwitz, genannt „Obereisen“) einen langfristigen Kredit zur Fertigstellung der damals modernsten und seit 1904 zweitgrößten Hütte im Königreich Polen gegeben und in Folge die Aktienmehrheit sowie die Geschäftsführung übernommen.

### 20. Jahrhundert und Fusion
Nachfolger von Bernard Ludwik Hantke war sein Sohn Henryk Hantke (1867–1908), dem dessen Bruder Gustaw Hantke (1868–1939) nachfolgte. Letzter Vertreter der Familie im Unternehmen war dessen Sohn, Gustaw Tadeusz Hantke (1906–1940), der im Zweiten Weltkrieg vom NKWD in Katyn ermordet wurde.
Im Dezember 1903 trat das Warschauer Unternehmen dem Draht- und Nägelsyndikat bei, das die Normierung der Industrie betrieb. Im Laufe des Ersten Weltkriegs wurden Anlagen des Unternehmens zerstört. In der Nachkriegszeit erfolgte dann ein Aufschwung bis zur Weltwirtschaftskrise. Die Familie Hantke verkaufte damals ihre Anteile. Die Mehrheit des Unternehmens übernahm die Modrzejowskie Zakłady Górniczo-Hutnicze S.A. Nach einer Fusion entstand 1934 dann der Konzern Zjednoczone Zakłady Górniczo-Hutnicze S.A. „Modrzejów–Hantke“ (deutsch: Modrzejow-Hantke Vereinigte Berg- und Hüttenwerke AG)
Während des Warschauer Aufstandes kämpften Einheiten der polnischen Heimatarmee in Gebäuden des vormaligen Fabrikgeländes in der ul. Srebrna. Diese Gebäude wurden nach der Niederschlagung des Aufstandes zerstört. Die Hütte in Częstochowa wurde im Jahr 2005 von der Związek Przemysłowy Donbasu (Industrialnyj Sojuz Donbasa) übernommen und firmiert heute unter ISD Huta Częstochowa Sp. z o.o.